# Laurence de Valmy
Laurence de Valmy, née en 1974 à Kinshasa, est une artiste contemporaine franco-américaine vivant aux États-Unis depuis 2015. Elle pratique la peinture et son travail est centré sur la place des médias sociaux, Instagram en particulier,,.

## Biographie
Dans sa série POST, elle revisite l’histoire de l’art à travers des peintures Instagram anachroniques. Son travail s'inscrit dans le courant de l'appropriation.
Elle bénéficie en 2017 d'une résidence d'artiste par la Fondation Eileen Kaminski à Mana Contemporary, Jersey City, NJ. En 2018, ses peintures sont incluses dans l'exposition BUNTE au Musée d'Art Urbain et Contemporain de Munich (MUCA).
En 2019 elle est l’artiste invitée de l'événement Museum Week à New York.
Afin de contribuer à la reconnaissance des femmes artistes, elle fait en 2020 une collaboration avec la plateforme Art Girl Rising  ainsi qu'en 2022,.
Son travail est apparu sur HBO dans la série The Undoing avec Nicole Kidman et Hugh Grant diffusée pour la première fois en novembre 2020.
En 2021, elle est sélectionnée par l'organisation Summit Public Art, pour créer une installation d'art public dans la ville de Summit dans le New Jersey.
En 2022 son travail est inclus dans l'exposition Urban Pop au Bountiful Davis Art Center (Utah, USA) organise par Todd Marshall,.

## Expositions (sélection)
- 2021 : Les Singulières, Singulart[19]
- 2020 : Cosmopolis, Azart Gallery, New York[20]
- 2020 : Concepts, CICA Museum, Seoul, South Korea[7]
- 2019 : POST, Michele Mariaud Gallery, New York[21]
- 2019 : Lost in Abstraction, Kahn Gallery, Londres[22]
- 2018 : BUNTE au Musée d'Art Urbain et Contemporain de Munich (MUCA)[9].
- 2017 : Dialogue, Azart Gallery, New York[23]
- 2017: Wrap Around 13, ARENA Gallery, New York

Elle a participe a plusieurs foires d'art dont SCOPE (Miami, New York), Affordable Art Fair (Europe, États-Unis, Asie), Art New York, Art Up! Lille, LA Art Show,.